# Delio Onnis
Delio Onnis (Giuliano di Roma, 24 marzo 1948) è un ex calciatore e allenatore di calcio italiano naturalizzato argentino, di ruolo attaccante.
Con 299 reti segnate in quindici anni, è il calciatore più prolifico nella storia del campionato francese.

## Carriera

### Giocatore
Nato in Ciociaria da una famiglia di origine sarda, si trasferì da bambino in Argentina dove ottenne la cittadinanza. A quindici anni entrò nelle giovanili del Club Almagro dove rimase fino al 1968, anno in cui fu ingaggiato dal Gimnasia La Plata. Dopo un triennio di militanza nel club di La Plata, Onnis fu acquistato dallo Stade de Reims, tuttavia fu solo dopo il passaggio al Monaco, avvenuto nel 1973, che si affermò definitivamente. Con i biancorossi Onnis militò per sette anni vincendo due volte la classifica cannonieri (nel 1975 e nel 1977) nonché un campionato e una Coppa di Francia.
Trasferitosi al Tours subito dopo la conquista della Coppa di Francia con il Monaco, Onnis continuò a confermare le sue prestazioni nonostante l'età, vincendo per due anni consecutivi (nel 1981 e nel 1982) la classifica cannonieri francese. Onnis concluse nel Tolone nel 1986 a 38 anni, dopo aver vinto nel 1984 il quinto titolo di capocannoniere.
Pur essendosi dimostrato uno dei goleador più prolifici della sua generazione, non fu mai preso in considerazione dalla nazionale argentina né da quella italiana: la prima, negli anni 1970 e 1980 poteva contare su Héctor Yazalde, Mario Kempes, Leopoldo Luque, Jorge Valdano e Diego Armando Maradona, mentre la seconda aveva regole ferree sul tesseramento dei calciatori (abolite solo nel 1980), che imponevano ai commissari tecnici delle nazionali di convocare solo calciatori italiani militanti nel campionato italiano, e proibivano ai club di acquistare calciatori provenienti da federazioni estere; per tale motivo negli anni 1970 fallirono i tentativi, da parte di Cagliari prima e Napoli poi, di portare Onnis in Serie A.

### Allenatore
Onnis lavorò inizialmente come osservatore del Monaco in Argentina, poi come allenatore del Tolone nella stagione 1990-91 e del Paris FC dal 1992 al 1995. A partire dal 2008 Onnis è responsabile del settore giovanile del Monaco.

## Statistiche

### Presenze e reti nei club
| Stagione                 | Squadra                  | Campionato               | Campionato | Campionato | Coppe nazionali | Coppe nazionali | Coppe nazionali | Coppe continentali | Coppe continentali | Coppe continentali | Altre coppe | Altre coppe | Altre coppe | Totale | Totale |
| Stagione                 | Squadra                  | Comp                     | Pres       | Reti       | Comp            | Pres            | Reti            | Comp               | Pres               | Reti               | Comp        | Pres        | Reti        | Pres   | Reti   |
| ------------------------ | ------------------------ | ------------------------ | ---------- | ---------- | --------------- | --------------- | --------------- | ------------------ | ------------------ | ------------------ | ----------- | ----------- | ----------- | ------ | ------ |
| 1966                     | Almagro                  | B                        | 6          | 2          | -               | -               | -               | -                  | -                  | -                  | -           | -           | -           | 6      | 2      |
| 1967                     | Almagro                  | B                        | 6          | 0          | -               | -               | -               | -                  | -                  | -                  | -           | -           | -           | 6      | 0      |
| 1968                     | Almagro                  | B                        | 14+18      | 10+11      | -               | -               | -               | -                  | -                  | -                  | -           | -           | -           | 32     | 21     |
| Totale Almagro           | Totale Almagro           | Totale Almagro           | 44         | 21         |                 | -               | -               |                    | -                  | -                  |             | -           | -           | 44     | 21     |
| 1969                     | Gimnasia La Plata        | PD                       | 20+16      | 6+11       | CA              | 2               | 3               | -                  | -                  | -                  | -           | -           | -           | 38     | 20     |
| 1970                     | Gimnasia La Plata        | PD                       | 18+19      | 12+16      | CA              | 2               | 1               | -                  | -                  | -                  | -           | -           | -           | 39     | 29     |
| 1971                     | Gimnasia La Plata        | PD                       | 25         | 9          | -               | -               | -               | -                  | -                  | -                  | -           | -           | -           | 25     | 9      |
| Totale Gimnasia La Plata | Totale Gimnasia La Plata | Totale Gimnasia La Plata | 98         | 54         |                 | 4               | 4               |                    | -                  | -                  |             | -           | -           | 102    | 58     |
| 1971-1972                | Stade de Reims           | D1                       | 32         | 22         | CF              | 8               | 4               | -                  | -                  | -                  | -           | -           | -           | 40     | 26     |
| 1972-1973                | Stade de Reims           | D1                       | 33         | 17         | CF              | 3               | 2               | -                  | -                  | -                  | -           | -           | -           | 36     | 19     |
| Totale Stade de Reims    | Totale Stade de Reims    | Totale Stade de Reims    | 65         | 39         |                 | 11              | 6               |                    | -                  | -                  |             | -           | -           | 76     | 45     |
| 1973-1974                | Monaco                   | D1                       | 31         | 26         | CF              | 9               | 10              | -                  | -                  | -                  | -           | -           | -           | 40     | 36     |
| 1974-1975                | Monaco                   | D1                       | 37         | 30         | CF              | 1               | 0               | CdC                | 2                  | 1                  | -           | -           | -           | 40     | 31     |
| 1975-1976                | Monaco                   | D1                       | 33         | 29         | CF              | 1               | 0               | -                  | -                  | -                  | -           | -           | -           | 34     | 29     |
| 1976-1977                | Monaco                   | D2                       | 31         | 30         | CF              | 6               | 4               | -                  | -                  | -                  | -           | -           | -           | 37     | 34     |
| 1977-1978                | Monaco                   | D1                       | 35         | 29         | CF              | 9               | 8               | -                  | -                  | -                  | -           | -           | -           | 44     | 37     |
| 1978-1979                | Monaco                   | D1                       | 34         | 22         | CF              | 5               | 3               | CC                 | 3                  | 1                  | -           | -           | -           | 42     | 26     |
| 1979-1980                | Monaco                   | D1                       | 30         | 21         | CF              | 7               | 5               | CU                 | 4                  | 4                  | -           | -           | -           | 41     | 30     |
| Totale Monaco            | Totale Monaco            | Totale Monaco            | 231        | 187        |                 | 38              | 30              |                    | 9                  | 6                  |             | -           | -           | 278    | 223    |
| 1980-1981                | Tours                    | D1                       | 38         | 24         | CF              | 5               | 3               | -                  | -                  | -                  | -           | -           | -           | 43     | 27     |
| 1981-1982                | Tours                    | D1                       | 38         | 29         | CF              | 7               | 5               | -                  | -                  | -                  | -           | -           | -           | 45     | 34     |
| 1982-1983                | Tours                    | D1                       | 34         | 11         | CF              | 7               | 1               | -                  | -                  | -                  | -           | -           | -           | 41     | 12     |
| Totale Tours             | Totale Tours             | Totale Tours             | 110        | 64         |                 | 19              | 9               |                    | -                  | -                  |             | -           | -           | 129    | 73     |
| 1983-1984                | Tolone                   | D1                       | 36         | 21         | CF              | 5               | 1               | -                  | -                  | -                  | -           | -           | -           | 41     | 22     |
| 1984-1985                | Tolone                   | D1                       | 30         | 17         | CF              | 1               | 0               | -                  | -                  | -                  | -           | -           | -           | 31     | 17     |
| 1985-1986                | Tolone                   | D1                       | 8          | 1          | CF              | 1               | 0               | -                  | -                  | -                  | -           | -           | -           | 9      | 1      |
| Totale Tolone            | Totale Tolone            | Totale Tolone            | 74         | 39         |                 | 7               | 1               |                    | -                  | -                  |             | -           | -           | 81     | 40     |
| Totale carriera          | Totale carriera          | Totale carriera          | 622        | 404        |                 | 79              | 50              |                    | 9                  | 6                  |             | -           | -           | 710    | 460    |

## Palmarès

### Giocatore

#### Club
- Campionato francese: 1

Monaco: 1977-78
- Coppa di Francia: 1

Monaco: 1980

#### Individuale
- Capocannoniere della Division 1: 5

1974-75, 1979-80, 1980-81, 1981-82, 1983-84
- Capocannoniere della Division 2: 1

1976-77